# Wasseralarm

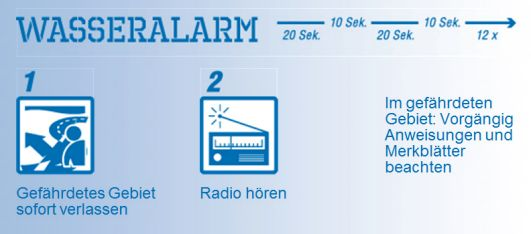
Verhaltensregeln beim Wasseralarm
Alarmsignal

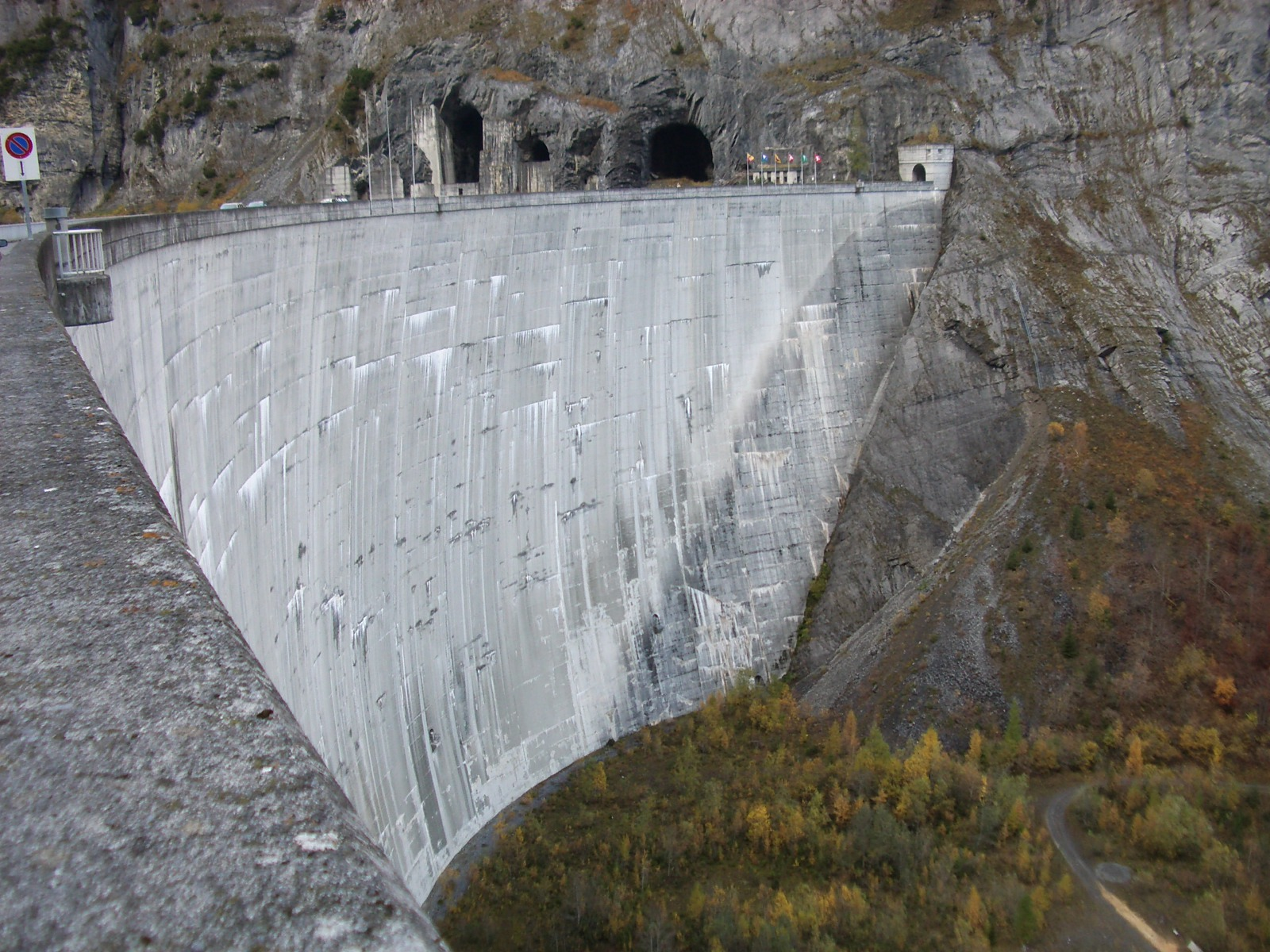
Gigerwaldsee im Kanton St. Gallen. Die Wasseralarmzentrale befindet sich in einer Kaverne, Bunker hinter den Fahnen, links neben dem Tunnel. Man beachte die gesicherten Unterstände im Fels.

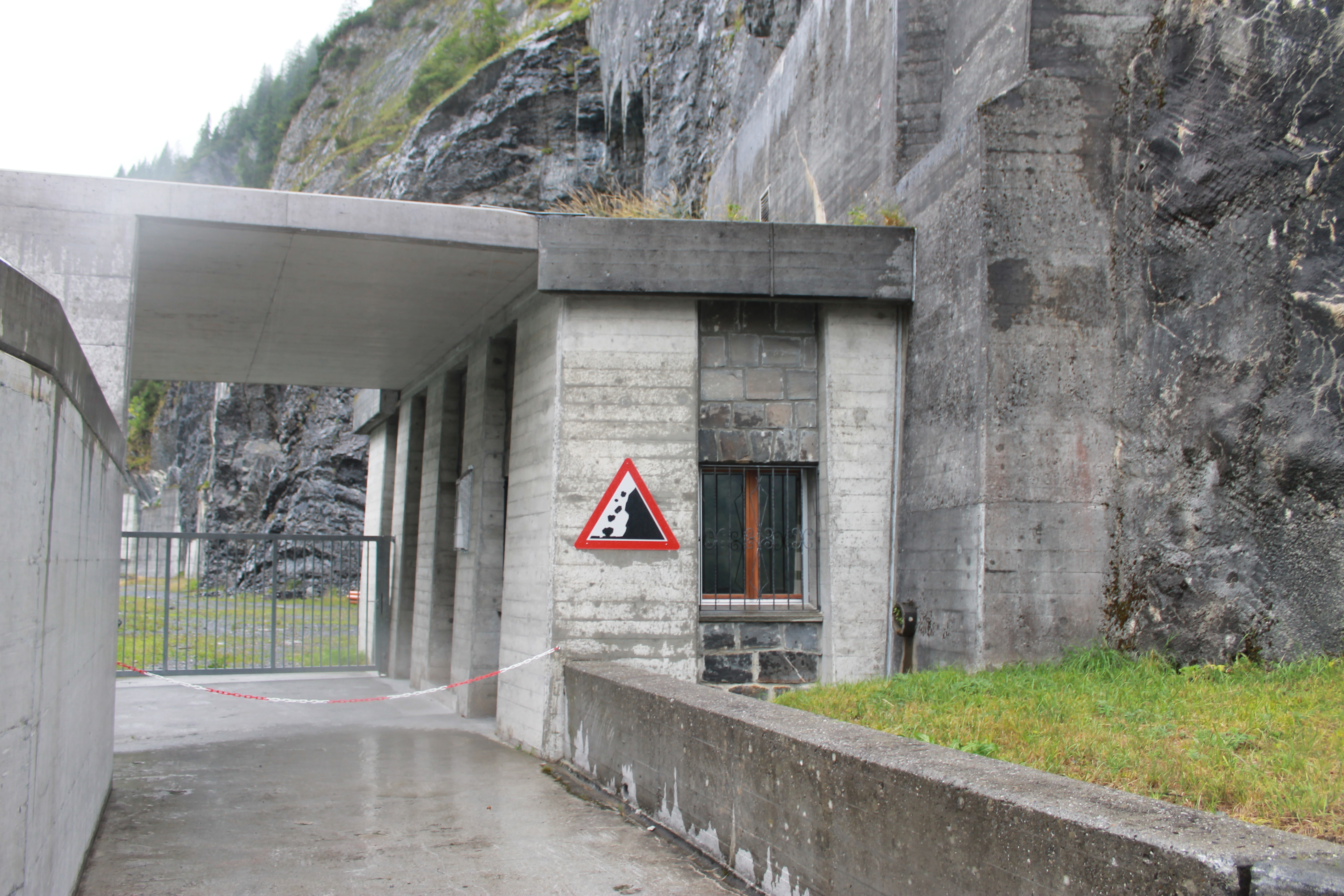
Eingang zur Wasseralarmzentrale am Gigerwald-Stausee. Die eigentliche Zentrale befindet sich in einer Kaverne im Fels.

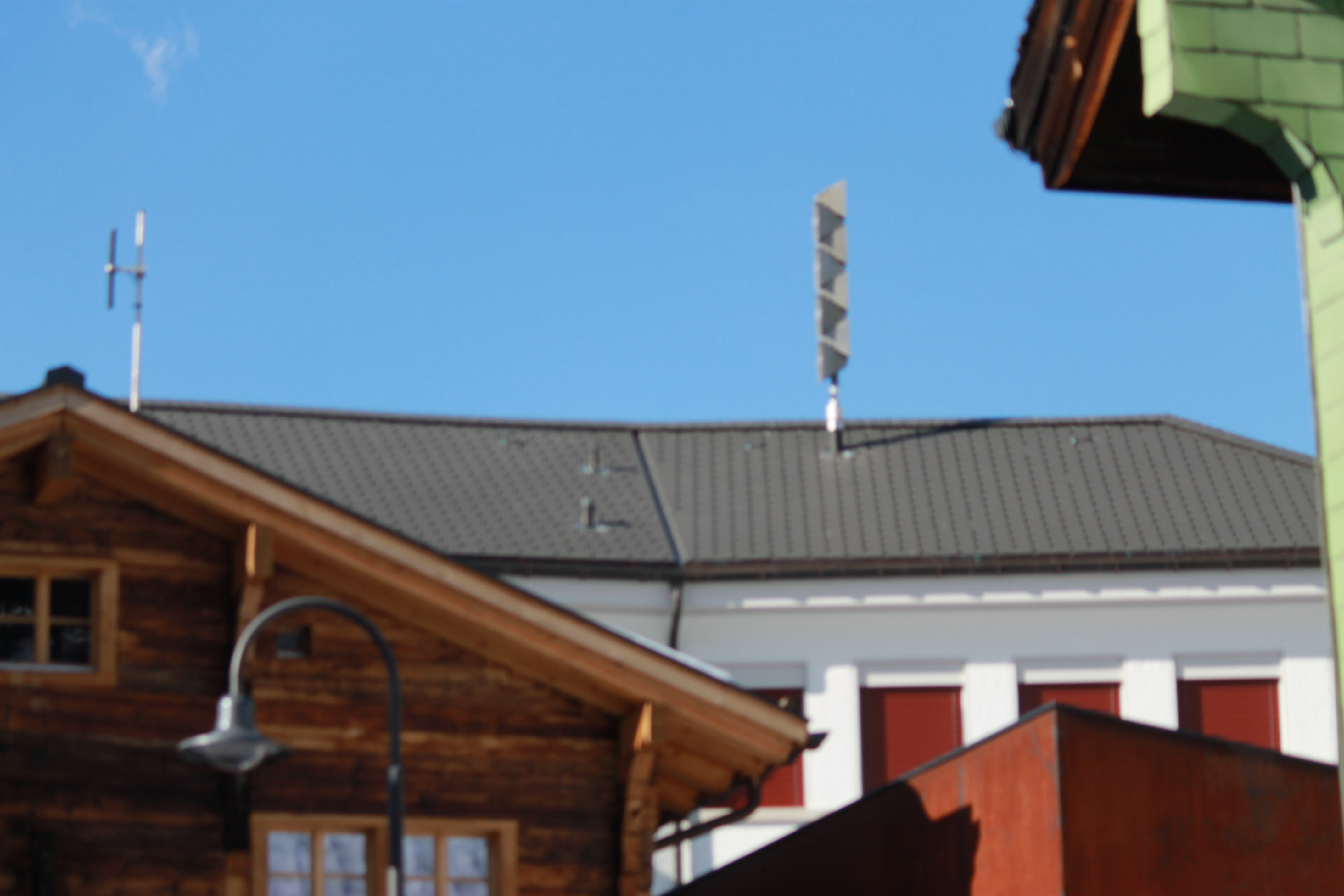
Sirene mit Funkantenne. Seit 2015 werden alle Sirenen der Schweiz über Polyalert angesteuert

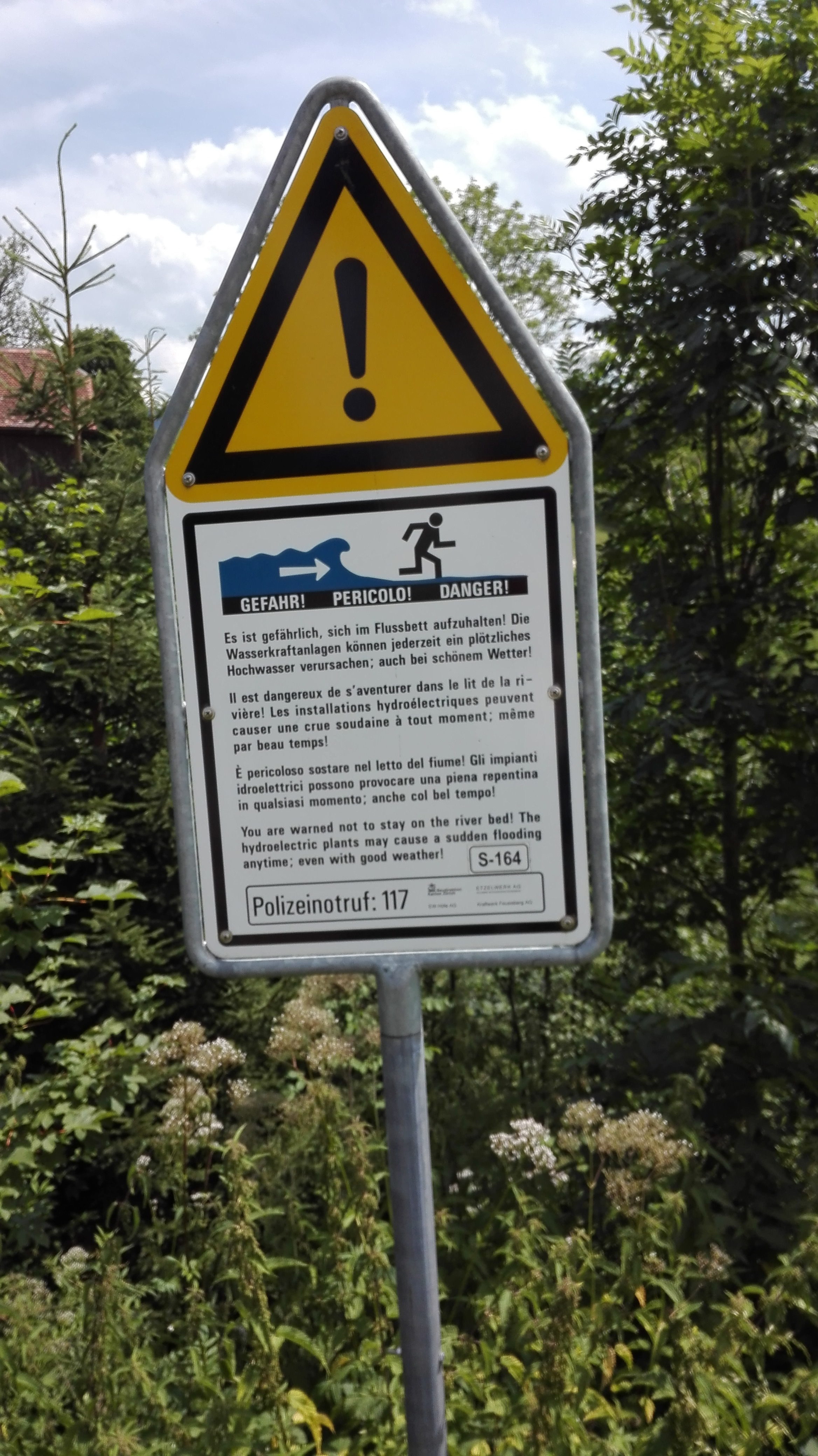
Warnschild vor möglichen Schwallwasser. Diese Schilder haben nichts mit dem Wasseralarm zu tun. Sie markieren Gebiete, die betriebsmässig vom Betreiber einer Stauanlage geflutet werden können und dürfen. Hier eine Warnung der Schweizerische Bundesbahnen, Betreiberin der Stauanlage Sihlsee im Kanton Schwyz

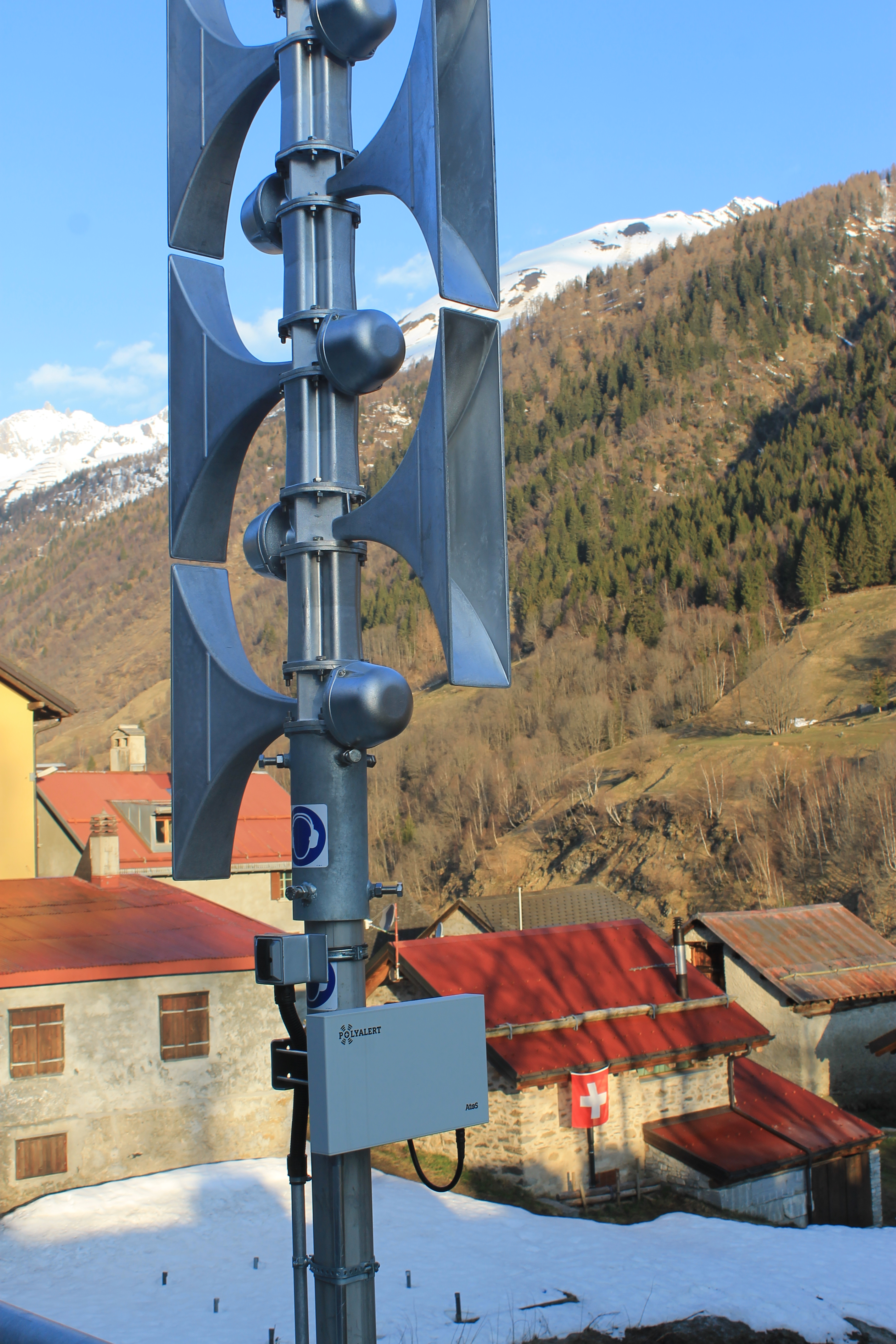
Sirene mit Polyalert-Steuereinheit, gesehen in Bedretto-Kanton Tessin

Der Wasseralarm (französisch Alarme eau, italienisch Allarme acqua, rätoromanisch Alarm d'aua) ist eines von zwei Alarmierungszeichen in der Schweiz und wird mit einer Sirene ausgelöst. Das andere Alarmierungszeichen wird «Allgemeiner Alarm» genannt. Der Wasseralarm dient dazu, die Bevölkerung bei einem Notfall in einer Stauanlage vor einer möglichen Flutwelle zu schützen.

## Grundsätzliches
Grundsätzlich ist es Aufgabe eines Betreibers einer Stauanlage, ein Warnnetz für den Wasseralarm zu betreiben. Der Wasseralarm besteht aus einer Folge von zwölf tiefen Dauertönen von je 20 Sekunden Dauer in Abständen von je zehn Sekunden. Vor dem Wasseralarm wird mit dem allgemeinen Alarm gewarnt. Der Wasseralarm ist eine Aufforderung zur sofortigen Evakuierung des gefährdeten Gebietes unterhalb einer Staumauer. Die Betreiber von Stauanlagen sind verantwortlich für die rechtzeitige Auslösung des Wasseralarms im Falle einer Überflutungsgefahr in der sogenannten «Nahzone» unterhalb der Stauanlage. Als «Nahzone» ist ein Gebiet definiert, das eine Flutwelle unterhalb einer Staumauer innerhalb von zwei Stunden erreichen kann. Der Wasseralarm ist durch die Verordnung über die Sicherheit der Stauanlagen vom 1. Januar 1999 geregelt. Artikel 19 der Verordnung legt fest, dass Stauanlagen mit mehr als 2 Millionen m³ Stauinhalt in der Nahzone ein Wasseralarmsystem aufweisen müssen. 198 Stauseen in der Schweiz müssen daher ein Wasseralarmsystem betreiben. In der Schweiz wurden zirka 600 Sirenen für den Wasseralarm installiert. In entlegenen Gebieten werden auch mobile Sirenen eingesetzt.

## Geschichte
Erstmals wurde der Wasseralarm durch einen Bundesbeschluss am 7. September 1943 gesetzlich geregelt. Anlass war die Bombardierung von drei Talsperren im Ruhrgebiet während des Zweiten Weltkrieges durch die alliierten Luftstreitkräfte. Als erste Stauanlagen wurden 1945 in der Schweiz die Bannalp, Kanton Nidwalden und das Klöntal, Kanton Glarus mit Sirenen ausgerüstet. Ursprünglich war der Wasseralarm nur in Zeiten einer militärischen Bedrohung vorgesehen. Das Eidgenössische Militärdepartement war für die Errichtung und Betreibung von Warnanlagen zuständig. So legte die Talsperrenverordnung vom 9. Juli 1957 fest: «Das Eidgenössische Militärdepartement kann zusätzlich Schutzmassnahmen, wie Alarmvorrichtungen, …, vorschreiben. Es kann ferner den Werkeigentümer zur Erstellung von Wasseralarmzentralen und gesicherten Beobachtungsständen in der Nähe der Anlagen und zur Bereitstellung von Unterkunft für Bewachung und Wasseralarmorganisation verpflichten». Diese Vorschrift führte zu erheblichen Spannungen zwischen Militär und Kraftwerksbetreibern, da das Militär verbunkerte Wasseralarmzentralen und Beobachtungsposten sowie permanente Telefonverbindungen von den Betreibern verlangen konnte. Doch diese scheuten die Kosten und die Talsperrenverordnung definierte keine Mindestgrösse einer Stauanlage.
Eine Revision der Talsperrenverordnung am 10. Februar 1971 unterstellte die wasserbaupolizeiliche Oberaufsicht des Wasseralarms dem Eidgenössischen Departement des Inneren. Die «Nahzone» wurde von ursprünglich 20 Minuten auf 2 Stunden heraufgesetzt. Der Wasseralarm wurde nicht mehr ausschliesslich als Massnahme für den Fall einer militärischen Einwirkung betrachtet. Er sollte auch bei allen übrigen Bedrohungen der Sicherheit eingesetzt werden können. Diese Entwicklung stand unter dem Eindruck der Katastrophe von Vajont am 9. Oktober 1963, wo eine durch einen Bergrutsch ausgelöste Flutwelle 2000 Menschen tötete. Es wurden neben der militärischen Bedrohung 5 Szenarien definiert, bei denen Wasseralarm ausgelöst werden muss: 1. anomales Verhalten der Talsperre oder ihres Untergrundes; 2. Massesturz in die Stauhaltung (Fels, Eis, Schnee); 3. Hochwasser; 4. Erdbeben; 5. Sabotage. Eine Alarmierung musste auch ohne den «Warndienst der Armee» in Friedenszeiten möglich sein, da der «Warndienst der Armee» in Friedenszeiten erst aufgeboten werden musste. Erst die Revision der Talsperrenverordnung vom 27. November 1985 legte die Zuständigkeit für die zivilen Bedrohungen fest: Zuständig ist der Talsperren-Eigentümer, für die militärische Bedrohung war weiterhin die Armee zuständig. Dies änderte sich 2002. Mit der Armeereform XXI und der Inkraftsetzung des revidierten Militärgesetzes vom 4. Oktober 2002 wurden per 31. Dezember 2003 die militärischen Wasseralarm-Detachemente aufgelöst. Seitdem sind die Betreiber auch für die Auslösung des Wasseralarms im Falle eines bewaffneten Konflikts verantwortlich.
Im Februar 2018 gab es beim jährlichen Sirenentest Probleme mit dem Wasseralarm-System. Laut SRF funktionierte der Wasseralarm nicht überall. Am 7. Februar 2018 um 14.15 wurde überall im Land durch das Bundesamt für Bevölkerungsschutz (BABS) Wasseralarm ausgelöst, um die Sirenen zu testen. Doch die zentrale Alarmierung durch das Bundesamt funktionierte in einigen Kantonen nicht. Eine Analyse zeigte, dass ein Softwarefehler beim BABS die Ursache war. Der zentrale Alarmierungsserver des BABS gab Nachrichten nicht an das Polyalert / Polycom Netzwerk weiter. Der Test wurde am 23. Mai 2018 wiederholt. Die Alarmierung durch die Staustufen Eigentümer/Betreiber waren davon nicht betroffen. 2019 lief der jährliche Sirenentest erfolgreich. Mit einer einzigen Ausnahme sprachen alle Sirenen des Wasseralarms beim Test an.

## Technik
Ursprünglich wurde Nachrichtentechnik der Schweizer Armee benutzt. Dabei kam die Fernwirkanlage SF 57 der Autophon AG aus Solothurn zum Einsatz. Das System basierte auf Kabelverbindungen, also Standleitungen. Dagegen wurden die Sirenen des Zivilschutzes mit der Sirenenfernsteuerung SF 457, der  PTT, später Swisscom ausgelöst. Da die Fernwirkanlage SF 57 nicht mehr hergestellt wurde, musste das Konzept überarbeitet werden. Eine paritätische Arbeitsgruppe wurde eingesetzt, die aus Vertretern der Aufsichtsbehörden und der Eigentümer zusammengesetzt war. Dabei wurden nur die Rahmenbedingungen definiert, genannt «Wasseralarm 2000». Ein bestimmtes Produkt wurde nicht mehr vorgeschrieben. Seitdem kann der Betreiber des Staudamms entscheiden, welche Vermittlungstechnik er einsetzt. Er kann auch auf bestehende Lösungen wie Richtfunk zurückgreifen, muss aber für Redundanzen sorgen. Besonders ist der Ausfall der Stromversorgung zu berücksichtigen, und der Umstand, dass im Unglücksfall die Wasseralarmzentrale auch erreichbar ist. Deswegen wurden alternative, zusätzliche Alarmauslösungsstellen, «Notposten» genannt, definiert, die auch Alarm auslösen können, sollte die Wasseralarmzentrale an der Staumauer nicht besetzt sein, oder nicht mehr erreichbar sein.
Der Wasseralarm wird grundsätzlich durch eine Person und nicht automatisch, z. B. durch Sensoren, ausgelöst. Die automatischen Schlaufen werden nicht mehr zur Auslösung eines Wasseralarms verwendet. Die Gefahr einer Fehlalarmierung ist zu gross; die Konsequenzen verheerend. Und da die Verantwortung nun bei den Betreibern liegt, die die Staumauern sowieso überwachen müssen, und nicht mehr beim Militär, welches erst aufgeboten werden müsste, um eine Wasseralarmzentrale zu besetzen, wurde eine automatische Alarmierung als nicht mehr sinnvoll erachtet.
Auch bei den Sirenen gab es Änderungen: Bestanden früher getrennte Sirenen für den «Wasseralarm» und den «allgemeinen Alarm», so werden heute bei Neuinstallationen «Kombisirenen» eingesetzt, die vom Zivilschutz, also dem Bundesamt für Bevölkerungsschutz und den Kantonen betrieben und unterhalten werden. Teilweise teilt sich der Zivilschutz und der Betreiber einer Stauanlage eine Sirene. Zur Steuerung der Sirenen wurde das Netzwerk Polyalert vorgeschrieben, einem Funknetzwerk unter Federführung des Bundesamtes für Bevölkerungsschutz auf Basis von Tetrapol. Seit 2005 werden auch Stauanlagen mit einer Kapazität von weniger als 2 Millionen m³ mit Alarmeinrichtungen für den Wasseralarm ausgerüstet. Im Gegensatz zu den grösseren Anlagen müssen sie aber über keine Wasseralarmzentrale und Unterkunftsräume in der Nähe des Staudamms verfügen und über keine Beobachtungsposten. Es werden eigene «Kombisirenen» bei hoher Gefährdung installiert. Wird die Gefährdung als gering eingestuft, dann werden die Sirenen des Zivilschutzes von den Betreibern mitverwendet. Diese sind nur in der Lage einen «allgemeinen Alarm» auszurufen. Als erste Anlage wurde die Staumauer der Reuss in Bremgarten mit einem solchen System ausgerüstet. 40 weitere folgten.

## Schwallwasser
Als Schwallwasser bezeichnet man Wasserablässe der Betreiber von Stauanlagen. Diese Wasserablässe können betriebs oder störungsbedingt auftreten. Es kann zu geplanten oder ungeplanten Wasserablässen kommen. Meist sind die Wasserablässe durch Wasserrechte der Betreiber abgesichert. Gebiete, die von Schwallwasser betroffen sind, sind mit Warnschildern zu kennzeichnen. Diese Gebiete dürfen vom Kraftwerkbetreiber ohne Vorwarnung geflutet werden. In der Schweiz sind rund 500 Bäche und Flüsse unterhalb von Kraftwerksanlagen vom Schwallwasser betroffen. Schwallwasser kann zu tödlichen Unfällen führen. Ein Wasseralarm darf bei Schwallwasser nicht ausgelöst werden. Kraftwerkbetreiben setzen zur Warnung auch eigene Sirenen ein. Die Signale dürfen aber nicht dem Wasseralarm ähneln. Meist wird ein durchdringender Ton von ca. 1000 Hertz ausgestrahlt. Es gibt auch Anlagen, wo der Betreiber automatisierte Durchsagen per Lautsprechersystem durchführt. Andere Betreiber setzen Optische Warnanlagen (Blink-/Blitzlichter) ein. Wieder Andere warnen nur mit Schildern. Ein Schwallwasseralarm darf thematisch nicht mit dem Wasseralarm verwechselt werden.

## Alarmanlage Staumauer Wägitalersee

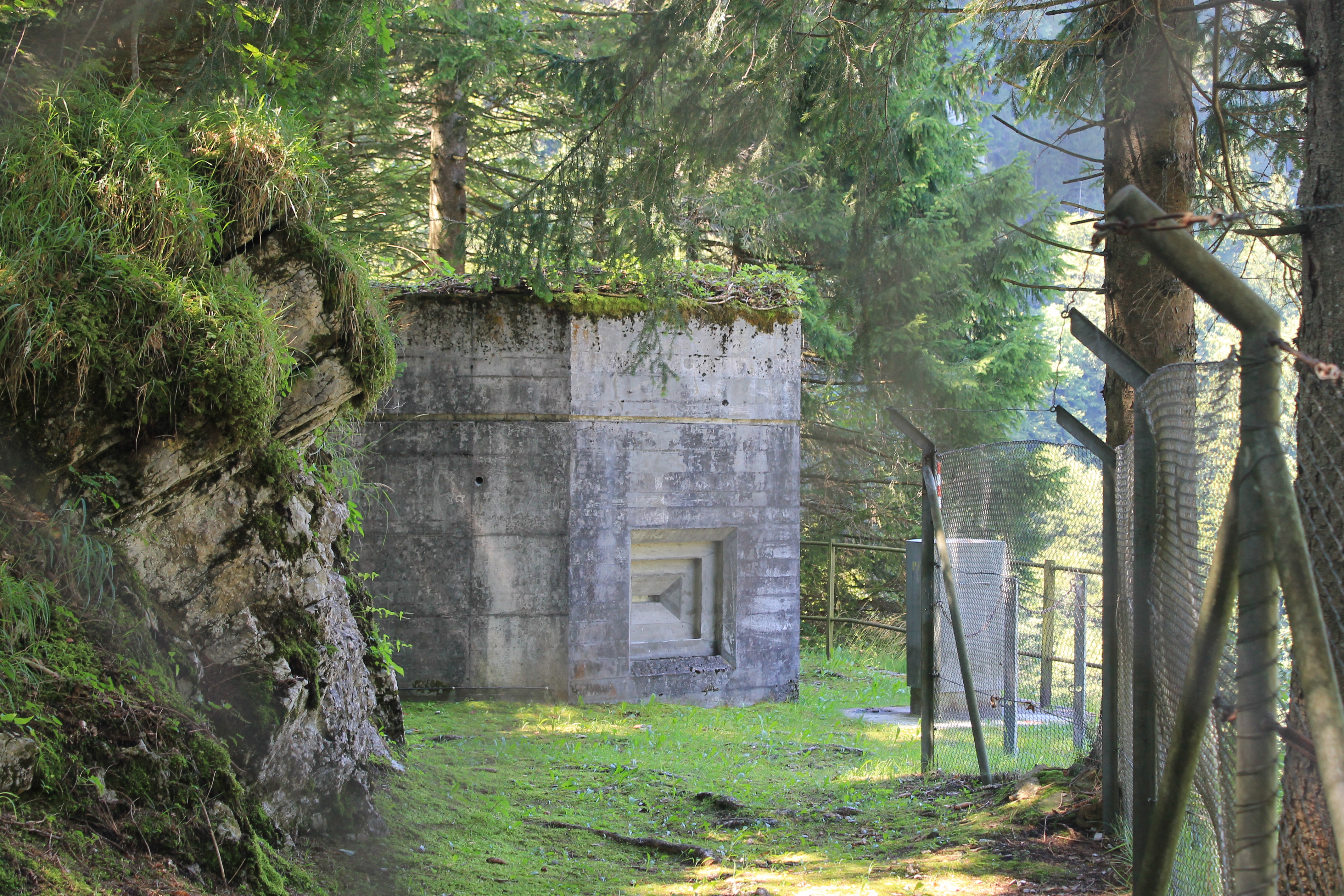
Wägitalersee Verbunkerter Beobachtungsstand des Wasseralarms (Nahansicht).
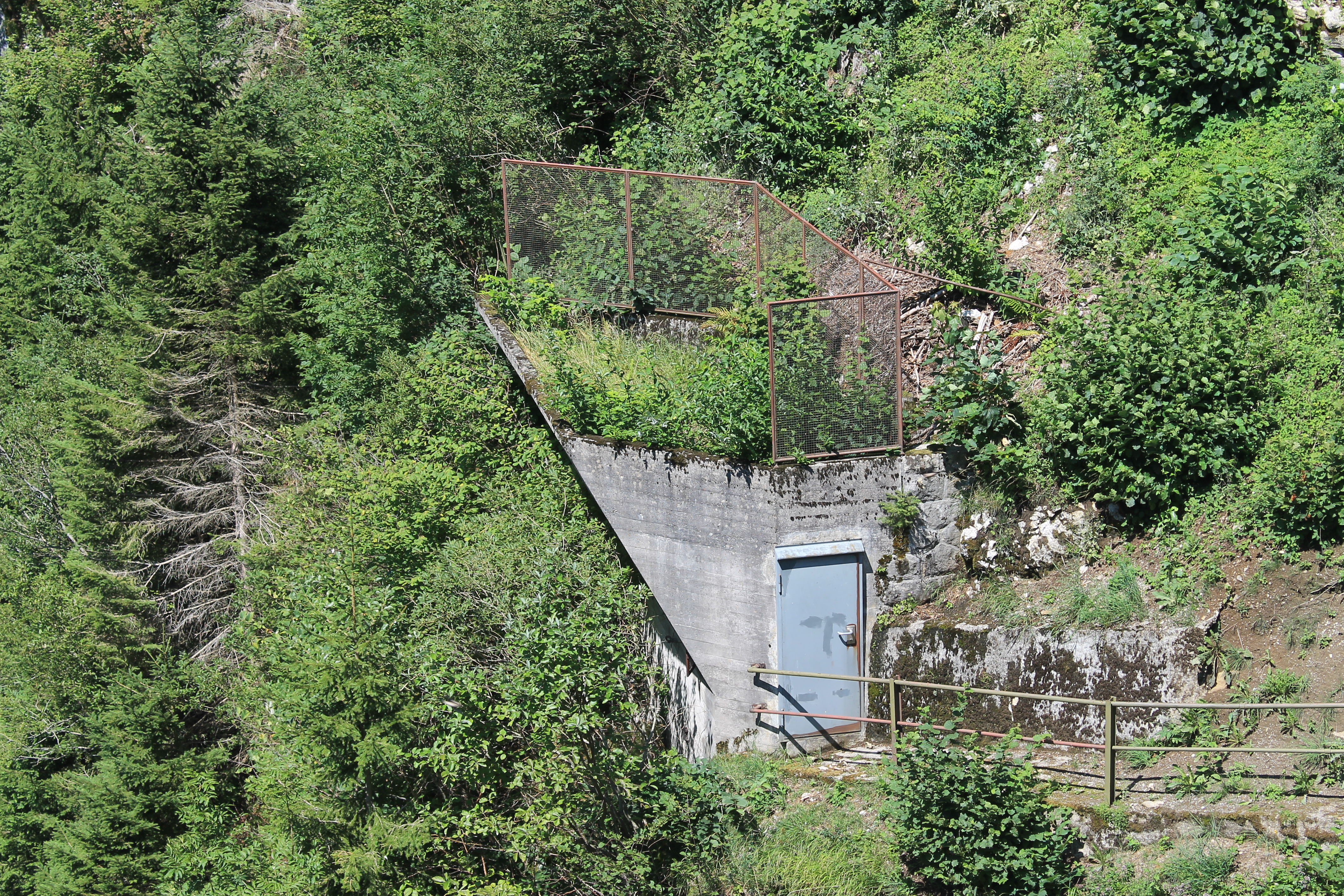
Wägitalersee Verbunkerter Beobachtungsstand des Wasseralarms (Fernansicht).
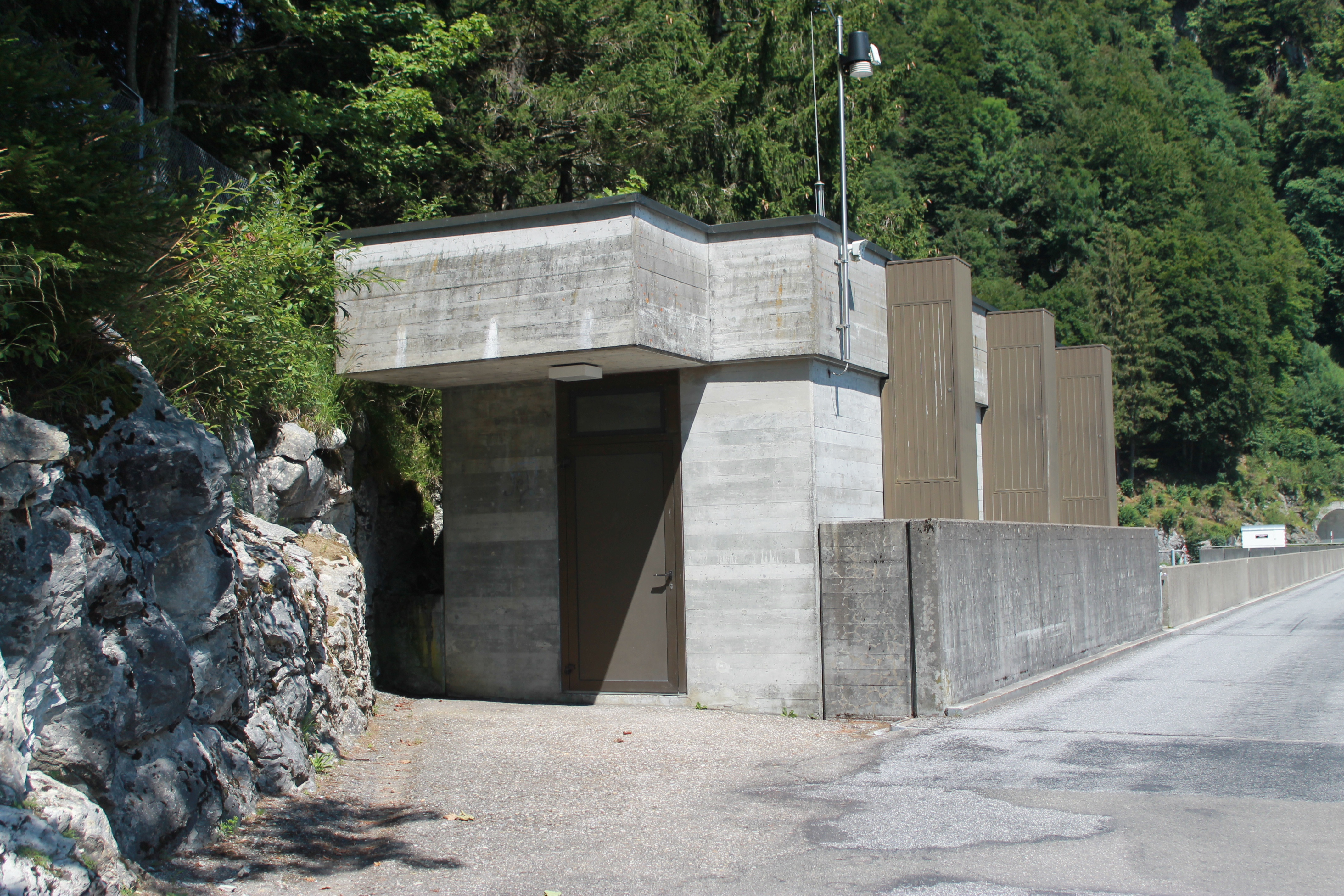
Wägitalersee Wasseralarmzentrale Man beachte die militärische Funkantenne (30–80 MHz)
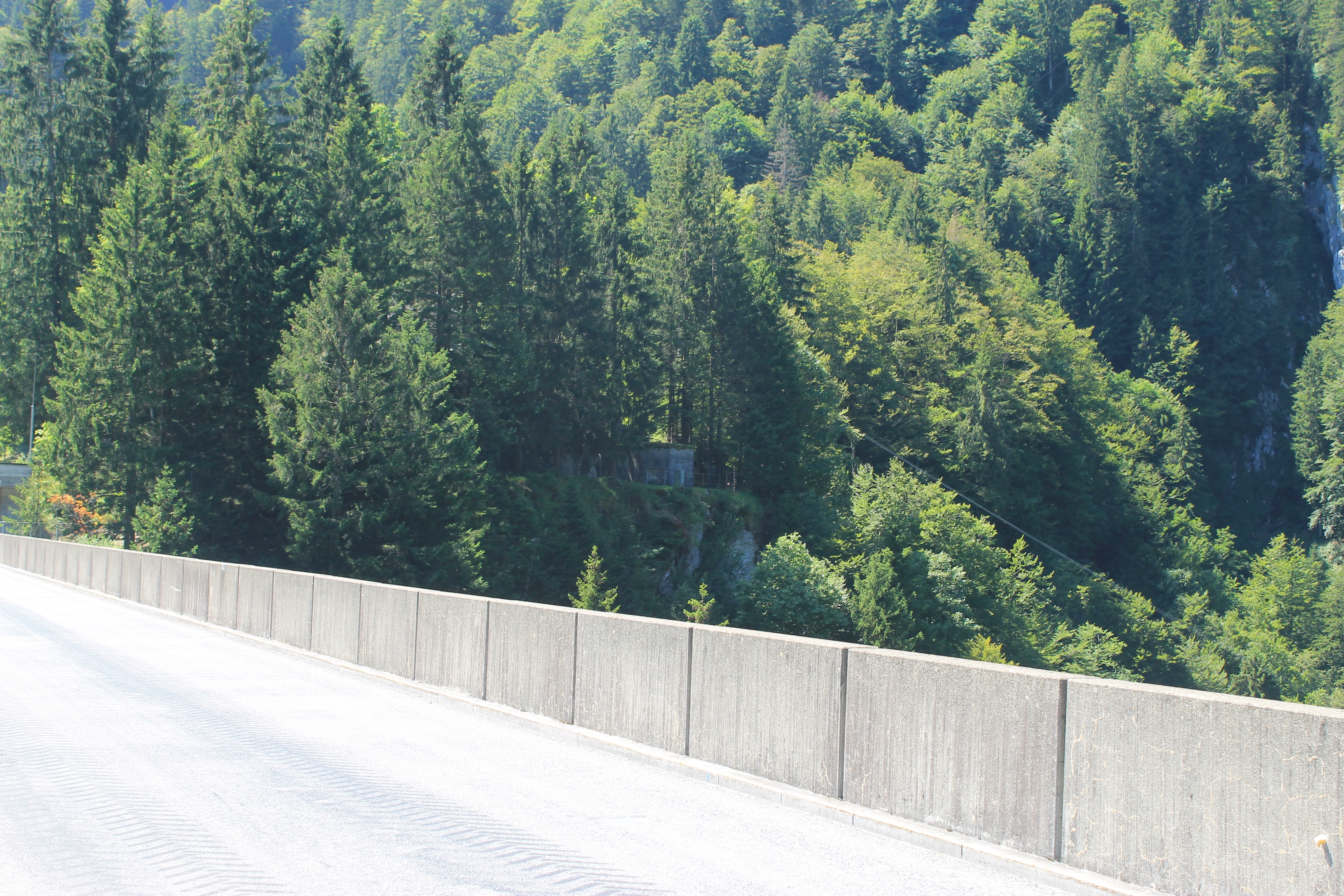
Wägitalersee Verbunkerter Beobachtungsstand des Wasseralarms von der Staumauer aus gesehen.
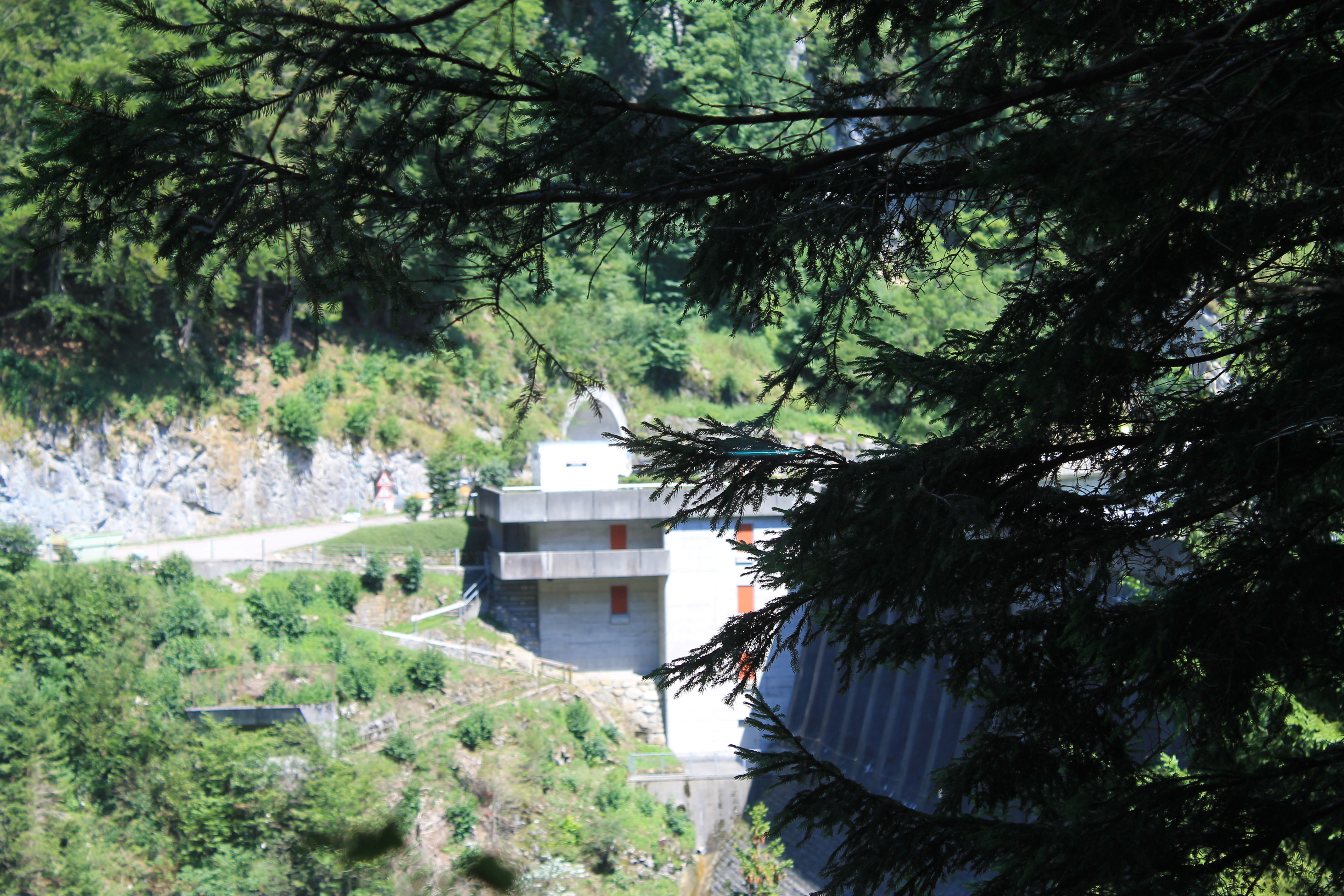
Wägitalersee Unterkunft der Wasseralarm - Detachemente direkt an der Staumauer. Links im Bild verbunkerter Beobachtungsstand.